# Omloop van de Fruitstreek
De Omloop van de Fruitstreek was een wielerwedstrijd in en rond het Belgische Alken. De wedstrijd werd voor het eerst georganiseerd in 1953 en in 1976 voor het laatst. In 2016 werd de wedstrijd eenmalig nieuw leven ingeblazen.

## Lijst van winnaars

### Meervoudige winnaars
| Zeges | Renner               | Land   | Jaren              |
| ----- | -------------------- | ------ | ------------------ |
| 3     | Martin Van Geneugden | België | 1953 + 1960 + 1961 |
| 3     | Willy Vannitsen      | België | 1956 + 1957 + 1963 |
| 2     | Roger De Coninck     | België | 1962 + 1965        |
| 2     | Rik Van Looy         | België | 1966 + 1967        |

### Overwinningen per land
| Zeges | Land      |
| ----- | --------- |
| 23    | België    |
| 1     | Nederland |